# Nationalwerkstätten
Die Pariser Nationalwerkstätten (Ateliers nationaux) des Jahres 1848 waren eine Maßnahme der Arbeitsbeschaffung, deren Scheitern zur Verschärfung der sozialen Gegensätze und zum Juniaufstand 1848 beitrug.
In seinem Werk „L’Organisation du travail“ hatte Louis Blanc 1839 die Errichtung von Produktivgenossenschaften mit staatlicher Förderung und öffentlicher Beistellung des Anfangskapitals gefordert. In der Februarrevolution 1848 wurde Louis Blanc Mitglied der provisorischen Regierung und diese proklamierte am 25. Februar 1848 das Recht auf Arbeit. Um dieses zu gewährleisten, wurden die so genannten Nationalwerkstätten errichtet, die freilich nur dem Namen nach Louis Blancs Vorstellungen entsprachen und deren Aktivität sich zeitlich auf bloß etwa vier Monate, nämlich vom 27. Februar bis 21. Juni 1848 erstreckte.
Unter der Verantwortung des Ministers für öffentliche Arbeiten, Pierre Marie de Saint-Georges, und unter der Leitung von Emile Thomas wurden in militärischer Disziplin eine Reihe von öffentlichen Arbeiten begonnen bzw. geplant, unter anderem der Bau der Bahnhöfe Montparnasse und St. Lazare. Der Zustrom an Arbeitssuchenden war bedeutend und steigerte sich (21.000 Personen im März, 94.000 im April, etwa 115.000 im Mai).
Es gab aber deutliche Probleme mit der Disziplin und Effektivität der geleisteten Arbeit, und für bürgerliche Kreise galten die Nationalwerkstätten als Herd sozialistischer Agitation. Aus diesem Grund beschloss die Anfang Mai 1848 gewählte verfassunggebende Versammlung mit ihrer konservativen Mehrheit am 24. Mai 1848 die Beendigung des Experiments der Nationalwerkstätten. Die dort beschäftigten unverheirateten 17- bis 25-jährigen Männer sollten zur Armee eingezogen werden, der Rest der Betroffenen in weit entfernte Landesteile zu Kanalbauarbeiten und dergleichen verbracht werden. Die Veröffentlichung dieses Dekrets am 21. Juni 1848 führte zum Juniaufstand, der von General Louis-Eugène Cavaignac blutig niedergeschlagen wurde.